# Geopolítica de França
La geopolítica de França és el conjunt de les polítiques estrangeres i internes de l'Estat francès, des del segle xx fins al segle xxi. Un estudi així implica fer una avaluació prèvia dels elements que conformen el poder tou i fort del país.
El fet de mirar d'analitzar geopolíticament l'Estat francès és criticable perquè difícilment és imparcial. La geopolítica mateixa és sociologia al servei del poder.
A tall de resum es podria dir que França és un imperi perquè encara manté colònies i perquè mira d'expandir-se a l'exterior de les seves fronteres culturalment, ideològicament i econòmicament. En aquest sentit promou dinàmiques de "zona d'influència" tal com s'aprecia a Egipte o Líbia. Manté lligams de domini econòmic i cultural amb les antigues colònies. S'aprofita del seu seient a l'ONU per potenciar el seu imperi. Promou els genocidis lingüístics i l'expansió de llengües associades a imperis com a contrapès. Proposa un règim de la Llei escrita com a forma de domini. S'inventa enemics inexistents per justificar les seves polítiques imperials.
Fa ús de la seva integració a la Unió Europea per créixer i desenvolupar-se econòmicament, esdevenint d'aquesta forma l'un dels motors d'Europa. La seva política territorial està pensada per detenir el poder fort i en aquest aspecte l'imperi francès hi arriba. Les condicions internes del país, amb una política proteccionista i liberal ambivalent, que potencia el benestar, li permet tenir població productiva i formada. Les polítiques estructurals i econòmiques del país estan orientades de forma ideològica. L'objectiu és fer de França un indret ideal per a la creació de sistemes polítics, econòmics i socials, fet que la torna en el centre d'Europa i del món. Es tracta d'orientar el país a potenciar la dorsal Alemanya-França-Països Baixos-Regne Unit amb l'objectiu de sortir beneficiada per un valor afegit aparent, millor que la competència.
Les polítiques internes i externes en l'àmbit econòmic estan pensades per fer de França el centre d'Europa però a nivell de poder tou l'estat francès és coix. És un agent decisor i té una rellevància internacional cabdal però és en el seu conjunt una potència que s'imposa per via de la diplomàcia i no per la pràctica. És a dir, no sap convèncer el públic i aplica les seves voluntats per la força. Com que cerca ésser una superpotència, s'entén que no l'-es. Per tant, potencia el contrapès d'altres imperis sense donar-los totes les claus. Es tracta de mantenir un món multipolar. Això consisteix a potenciar un anivellament de diversos imperis. S'aconsegueix d'aquesta forma que cadascun dels imperis s'acabin fent la guerra entre ells. De resultes d'això, França pot presentar-se al públic amb discursos de tipus bonisme civilitzador. De la multitud de galls que es barallen, sobresurt perquè es presenta, intencionadament com el seny, no pas la rauxa.
D'aquesta manera la política exterior està del tot orientada. Per exemple, potencia a través del pacte familiar amb Madrid el creixement de l'imperi hispànic a Europa. Potencia igualment el desenvolupament econòmic amb la Xina.

## Definició

### Significat i definició de l'àrea d'estudi
L'expressió geopolítica de França ens envia a les geopolítiques per territori. És a dir, ens enviar a estudiar a països com ara l'Argentina o a regions com ara els Països Àrabs. És d'usatge recent, difícilment datable però l'ús de la geopolítica per definir les polítiques exteriors i interiors d'un estat remunten a la mateixa geopolítica, és a dir, al segle xix. En efecte, l'expressió geopolítica de França o d'X designa l'ús de la geopolítica com a intent per dilucidar els perquès de les estratègies d'un estat a fora com a dins de les seves fronteres.
Quelcom així implica un estudi de:
- Poder tou
- Poder fort

Un cop fet això, es mira de relacionar els elements de la política forta i tova amb les decisions polítiques d'un estat. Decisions que caldrà analitzar pel seu impacte a dins com a fora de l'estat i, per tant, fer una anàlisi de les polítiques interiors com exteriors de l'estat.
La geopolítica de França és doncs un article amb què es mira de definir una actitud, la d'explicar els conflictes d'interès rere les polítiques internes i externes de l'Estat francès. És una eina per comprendre conflictes com els de la Guerra contra el Terrorisme, els moviments d'autodeterminació escocesos, bascs o catalans, el nou projecte de Ruta de la Seda de la Xina del segle xxi, les vel·leïtats nuclears contra l'Iran, els conflictes al Caucas o la Guerra del Malí.

### Crítica a l'estudi geopolític per regions o territoris
La geopolítica d'un territori X és una temàtica concreta de la geopolítica. Tota sola no serveix de res si abans d'això no s'adopta el bagatge general. És a dir, cal inserir-la en el seu context, estudiar-ne el feedback i veure quines són les intencionalitats rere de tal o tal explicació. En efecte, en aquest article hem explicat els "punts forts i febles" del poder tou i fort de França i això comporta fer seleccions, per tant, destriar, posar èmfasi en uns punts i desfer-se d'uns altres, no mostrar altres informacions.
Per això cal tenir en consideració que la geopolítica és un discurs sociològic al servei del poder. El poder és qui procura fer-ne ús per tal de justificar les seves polítiques. Sent així, la geopolítica, ahir com avui, no és pedagògica, sinó que busca justificar una política concreta. De retruc, la geopolítica d'un territori X evidencia com els interessos entre estats conformen conflictes però, també, com s'utilitza la mateixa geopolítica per justificar les polítiques d'un estat.
Un per menut que pot exemplificar perfectament és l'anàlisi que el programa d'ARTE Le dessous des cartes de la "geopolítica del Brasil, dels Balcans, dels Països Àrabs, etc". Dins s'hi parlaria d'un poder estatunidenc que modela les fronteres dels Balcans sense mencionar-hi com els geopolítics francesos han creat els conflictes sorgits de la Caiguda del mur de Berlín amb la construcció d'un estat dit Iugoslàvia. Un article de premsa així adopta una perspectiva, la de legitimar el punt de vista de l'imperi en què neda. Alhora un article que parla de diversos "aliats com ara França, el Regne Unit o els Estats Units" modelant "les fronteres", adopta el punt de vista contrari però es posiciona a favor d'estats tercers. És, per tant, no reconèixer l'existència d'un marc ideològic. Marc que permet totes dues lectures. Perquè, al capdavall, qui etiqueta diu més sobre "qui és", en comptes del "com és" la realitat. Per aquest motiu, d'un costat com de l'altre, una lectura "geopolítica" d'un territori X comporta una perspectiva i la crítica que se'n podria fer és que no és mai un tipus d'anàlisi neutral, difícilment pot fer-se de forma imparcial. Una anàlisi «geopolítica» és, doncs, més política que científica, més política que pedagògica.
Dit això, la geopolítica d'un territori X és més un complement i no pas un tot en conjunt. Fer geopolítica d'un territori X, comporta fer geopolítica dels altres territoris com ara la Geopolítica dels Estats Units en contrast amb la Geopolítica de França. La geopolítica, en aquest sentit, també pot fer-se a escalda més petita perquè com que els imperis produeixen efectes sobre estats no imperials, és doncs necessari fer geopolítica dels estats sotmesos a l'imperi.

## Fortaleses i febleses del Poder fort

### Territori

#### Fronteres

Topografia de la França metropolitana

La geografia de França és perfecta. L'asimetria de la seva geometria és gairebé calculada. És al capdavall l'obra de l'absolutisme francès. En efecte, els hereus de la Revolució Francesa reprengueren la política territorial de l'absolutisme per tal de crear un estat amb condicions de detenir el poder fort. Cosa que es portà a terme a qualsevol preu. Això mateix ens mostren les guerres entre Alemanya i França a la segona meitat del segle xix.
Es pot fins i tot resseguir la política de l'Antic Règim:
- 1515, França pretén fer-se amb Milà
- 1516, França signa la pau amb les Confederacions Suïsses
- 1521, França pretén veure fronteres naturals a Itàlia
- 1559, França perd les pretensions sobre Itàlia
- 1627, França fa la guerra a Anglaterra per trencar la potència militar protestant i assegurar-se el control dels ports atlàntics
- 1635, França emprèn guerres contra la branca dels Habsburg hispànica i s'annexiona territori aliè
- 1648, França reparteix a Europa amb el Tractat de Westfàlia, atorgant algunes ciutats d'Alsàcia, Verdun i el Metz
- 1659, França s'annexiona la Catalunya nord i reserva el mateix destí per al principat d'Andorra
- 1667, França reclama unes suposades fronteres naturals als Països Baixos, és a dir, Holanda i Flandes
- 1672, Guerra d'Holanda amb la pau de Nimègue
- 1688, Guerra contra la Lliga dels Habsburg, edicte de Nantes, França s'annexiona el País Basc del nord
- 1702, França pretén fer-se amb el comerç colonial hispànic que comprèn el portuguès
- 1738, França es dona per convidada a la Guerra de Successió de Polònia
- 1738, França es dona per convidada a la Guerra de Successió d'Àustria
- 1756, França decideix introduir-se en la Guerra dels Set Anys contra Anglaterra
- 1778, França dona suport a la independència dels Estats Units, neix el concepte de nacionalisme

Després de la Revolució Francesa, les monarquies i repúbliques que se succeeixen a França no fan altra cosa que reprendre els projectes imperials de la monarquia absolutista i, així, d'aquesta manera, el territori francès es conforma fins a arribar a les fronteres actuals.
Les fronteres actuals són doncs les idònies per prendre el poder fort que s'obté per diversos elements. L'oest francès es conforma per tot un seguit de serralades muntanyoses que garanteixen la defensa física de França. És el cas del Juras, els Voges, els Alps i el Macís Central. L'únic punt fràgil el conforma la frontera amb Bèlgica atès que no hi ha cap barrera natural, fet que explica les invasions del feixisme alemanya a la Segona Guerra Mundial. Això també explica que l'absolutisme francès tinguera una gran obsessió pel territori flamenc i holandès, és a dir, neerlandès. En aquest sentit, avui el territori neerlandès conforma una força industrial i, per tant, és igualment en l'òptica de fer-se amb aquest potencial que durant el segle xix França dibuixa i re-dibuixa els Països Baixos amb l'objectiu de posseir-lo, quelcom que no acabarà mai tenint lloc, malgrat les pretensions que inclouen fins i tot a Luxemburg. De fet, sota les dinasties dels Capet, França mira de fer-se amb territori suís, fet que li permetia tenir accés a una frontera muntanyenca.
Del costat est França banya amb tota la costa atlàntica, fet que li permet tenir accés al mercat mundial a través del mar. Això explica el manteniment a tot preu del territori bretó, així com la represa del territori a l'est contra la corona anglesa durant l'Edat Mitjana. Una frontera més la presenta la serralada dels Pirineus al Sud, fet que explica que França hagi desitjat temps ençà de fer-se amb el País Basc, Catalunya i Andorra. És sota la base d'aquesta defensa militar natural que l'absolutisme, la revolució i les repúbliques posteriors argumenten tenir unes "fronteres naturals". En aquest sentit, França s'ha annexionat part del territori monegasc per tenir accés complet al mediterrani. En efecte, igualment per qüestions militars com comercials, França posseeix el mediterrani amb el port de Marsella que constitueix l'un dels punts focals del comerç francès. Això explica que França vulgui posseir Còrsega a tot preu. Allà hi poden assentar-se bases militars per tal de fer front a la geopolítica de la Mediterrània.
Alhora el país és fronterer a l'oest amb tot una sèrie d'estats-tampons que li permeten reservar-se una rereguarda contra Alemanya. Són exactament Bèlgica, Luxemburg, Suïssa i Mònaco. Alhora la presència d'Andorra a la frontera sud li permet reservar-se un estat tutelat amb què fer front a qui contesti les fronteres del sud. Així, d'altra banda, el veïnatge amb els Països Catalans, Castella, el País Basc, Andorra, Mònaco, Itàlia, Alemanya, Bèlgica, Luxemburg i Suïssa li permet una protecció eficaç contra possibles bloqueigs comercials atès que per aconseguir-ho tal que tots aquests territoris es posin d'acord, quelcom altament difícil. Un veïnatge que li aporta igualment esplendor cultural atès que pot importar com exportar cultura.
En aquest sentit cal remarcar com França està banyada per cinc rius gairebé estratègics. En efecte, el Rone permet nodrir altres països del voltant, fet que les torna dependents, així com el Loira permet nodrir el centre del país sense necessitat d'apel·lar a l'exterior. Això proporciona, endemés, una força i potencialitats agrícoles, força visibles tot al llarg de la història econòmica de l'estat francès.

#### Població
El territori francès està altament poblat. El país compta amb prop de 67 848 156 habitants la qual cosa li confereix un mercat de consum molt lucratiu. És el 21è país més poblat al món. Prop del 57% de la població diu ser catòlica mentre que el 35% diu ser atea. Això dona una certa homogeneïtat al país alhora que es revela ser l'estat més ateu del món. En aquest sentit, França no aconsegueix nacionalitzar la població estrangera que, no contrastant això, només representa el 7% del total. En efecte, la població de confessió majoritàriament musulmana se sent exclosa pel sistema de valors i engendra tot sovint problemes greus que algun cop han generat violència.
En efecte, el nacionalisme dit cívic francès és més aviat ètnic, tal com demostren els requisits per fer-se nacional francès. El país parla occità, català, basc, bretó, alemany, neerlandès, cors i francès, però la llengua majoritària és el francès, després que l'estat l'imposi a tot arreu. Això revela d'unes polítiques interiors ètniques perquè no accepten la procedència ni tampoc la varietat cultural interior. Una varietat que es deu a les polítiques d'annexió portades a terme per l'absolutisme a vista de tenir un territori harmoniós militarment parlant. Harmoniós, certament, però gens acomodat als principis de la voluntat del poble, fet que s'acaba plasmant als conflictes interns entre població de confessió musulmana i població no musulmana.
Tot amb tot, l'Estat francès no presenta un meelting pot real, sinó més aviat una amanida, amb gent que es relaciona però no es barreja realment. El francès hi és après automàticament com a requisit obligatori de l'administració però al segle XXI no presenta cap mena d'impediment pel manteniment de les cultures immigrants. Les polítiques de laïcització són percebudes per les poblacions musulmanes com a discriminatòries, vexatives i poc respectuoses. El fet genera poblacions marginades que no arriben a integrar-se i generen fricció societària. De resultes, les eleccions nacionals del país són objecte ben sovint de crescudes i debats violents amb l'extrema dreta des del final de les Trenta Glorioses ençà.

#### Recursos naturals
França és la primera potència agrícola d'Europa. Això s'explica per les condicions territorials així com per una política proteccionista portada a terme des de l'estat mateix i en contra dels principis de lliure-canvi de la Unió Europea. Prop del 3,5/4 del territori francès és apte per a l'agricultura. Els cereals, el porcíns, la vinya o la patata i el blat de moro, així com el colza, poden desenvolupar-s'hi sense cap mana de problema. El clima hi és oceànic atlàntic majoritàriament, fet que banya l'agricultura d'un bon ambient per a la producció. Alhora el sud-est està banyat pel clima mediterrani, cosa que li permet explotar el sector terciari com ara el turisme. No és doncs una zona àrida i això conforma una gran fortalesa per a França.
Per fer-se una aproximació més en per menut, caldria destacar que França és el 5è productor de blat de moro a Europa, el 8è en sucre, el 7è en blat, el 2n en vinya i el 8è en producció porcina. La producció de vinya el torna en l'un dels líders mundials i és utilitzat fins i tot com a mètode d'expansió del soft power francès.
El sector secundari gaudeix de la frontera nord amb Flandes que és l'un dels majors centres industrials d'Europa. A nivell industrial el país també lidera malgrat que no posseeix les mateixes capacitats que alguns homòlegs europeus. En efecte, depèn en prop del 50% dels recursos energètics exteriors. Li manca petroli, gas natural i tampoc està del tot proveït en carbó, malgrat que té urani i una indústria del nuclear força desenvolupada, però molt criticada a dins com a fora del país.
La indústria es recolza sobre el territori per potenciar els intercanvis. Així el port de Marsella, Le Havre i Dunkerque presenten la força comercial. Altres ports menors però d'igual cabuda són el de Nantes o de Rouen. Tots els ports aprofiten del comerç atlàntic i mediterrani, cosa que permet al país situar-se al vell mig del comerç marítim mundial. Més lluny d'això, el francès és el 9è en química i farmacèutica, el 8è en tecnologia, el 3è en automòbils, el 9è en producció de paper i el 2n en energia nuclear.
La potència automobilística francesa li permet exportar-se a mode de soft power una mica per tot el món. Per menut, París és la segona ciutat més habitada d'Europa l'any 2005, la qual cosa indica la potencialitat poblacional posada en marxa amb la indústria. Ara bé, la manca de petroli l'obliga i fins i tot l'empeny a cercar negocis amb dictadures petrolieres com les d'Aràbia Saudita, fet que li proporciona encara més problemes interns de cara a la naturalització dels nouvinguts. Les polítiques imperials franceses són essencialment degudes als recursos naturals i això afebleix considerablement la imatge del país a l'Àfrica com al Llevant.

### Capacitat militar

Els tractats de defensa de França. En blau el país, en blau fosc països membres de l'OTAN i en verd països havent signat tractats de defensa amb França.

A nivell militar França és dels països que més ha crescut en una perspectiva històrica tot i que no és el país militarment més fort, malgrat ésser dels militarment decisius. El servei militar no hi és obligatori però és professionalitzat. Històricament, la capacitat militar de França sempre ha estat al servei de l'imperi, no pas de la protecció de les fronteres. En efecte, el país es veu involucrat en bona part de les guerres portades a terme durant l'edat moderna. Aleshores recorria sovint a mercenaris, proporcionats principalment per Suïssa, els quals li permetien assolir els seus objectius. Això implica que França mantingué i manté certa amistat militar amb Suïssa. Alhora és la garant de la protecció fronterera de microestats com Andorra. Una protecció que no es duu a terme si l'Estat francès no hi veu cap mena d'interès malgrat que, segons la Constitució andorrana, el cap d'Estat de França és obligatòriament el garant de la defensa dels interessos d'Andorra; la qual cosa s'ha aplicat de vegades, en episodis gairebé anecdòtics.
La capacitat militar francesa rau sobre quatre pilars:
- Forces aèries
- Forces navals
- Forces terrestres
- Forces interiors (policia, gendarmeria en argot francès)

Legalment, l'estat francès hauria de fer ús de les forces armades per protecció interna i externa de les fronteres, exclusivament de les fronteres, de forma que només hauria d'utilitzar la força bruta en cas de coneixement i anticipació d'una amenaça que vingui a desprotegir-ne les fronteres, per prevenció i dissuasió. Tanmateix, la història mateixa del país mostra com la capacitat militar és utilitzada per altres finalitats. Així l'any 2020 s'utilitza políticament durant el confinament derivat de la pandèmia de la COVID-19, seguida de discursos militars del cap d'Estat i poc acordes a una gestió epidèmica. L'ús recurrent de l'estat d'alarma derivat de la Guerra Contra el Terrorisme és il·legal (s. Constitucional francès) però sota els mandats d'Emmanuel Macron i François Hollande no foren respectats. Alhora la capacitat militar ha estat utilitzada en guerres imperials com ara la Guerra del Rift, la Gran Guerra, la Segona Guerra Mundial, la Guerra d'Indoxina, la Guerra d'Algèria o les guerres i ofensives contra el Líban. En aquest sentit, les polítiques imperials de França han derivat en el recurs de la força militar per garantir l'estabilitat de les fronteres com ara la Guerra Contra el Terrorisme, la Guerra de l'Afganistan, etc. També ha participat en guerres pel petroli com ara la Guerra del Golf (1a guerra), pels recursos com ara la Guerra al Malí, així com conflictes derivats de projectes nacionalistes seus desastrosos, com la Guerra a Kosovo després de la desintegració de l'URSS i Iugoslàvia. Bona part de les guerres a França són justificades de cara a l'opinió pública interna i externa per una suposada necessitat humanitària i això porta l'estat francès a fer intervencions de "protecció". En aquest cas es corre ben sovint a l'estratègia geopolítica de l'"inventar-se un enemic".
Quant a l'avaluació de la capacitat militar francesa, el país és el 5è al món i deixa prop del 20% del pressupost armamentístic en les forces aèries (Forbes, 2015). Segons la Global Firepower l'any 2018 el país era el 17è país amb més personal actiu i en reserva, el 5è en destinar més pressupost estatal a la defensa i el 5è en forces aèries i terrestres. En canvi, és el sisè i setè en forces navals. França deixa prop de 57,8 milers de milions de dòlars en defensa militar. Per davant seu se situen els EUA, la Xina, Aràbia Saudita, Rússia o el Regne Unit/Índia segons els paràmetres. Per sota hi tenim Turquia, el Japó, Alemanya, Egipte o Itàlia. A banda, posseeix l'arma nuclear i, contràriament a altres estats, l'arma és pròpia. Per davant seu se situen els Estats Units i Rússia. En aquest segon cas, els EUA protegeixen nuclearment el Canadà i Austràlia. Endemés, França posseeix el potencial químic com a arma. Reconeix tenir plantes de producció que presumiblement haurien estat reconvertides i/o destruïdes per a finalitats pacífiques. En aquest segon aspecte es troba al mateix nivell que el Regne Unit.
La privatització de les forces armades franceses era especialment verídica a l'era colonial, però no pas a la neocolonial. Així i tot, França posseeix de manera indirecta mercès a multinacionals seves bona part de l'entrada en territori amb recursos i, per tant, bases fiables per a les seves guerres. En aquest sentit, posseeix encara territori colonial on hi basa les seves defenses militars i el seu domini bèl·lic al món. Els pocs referèndums promoguts a França per la descolonització (ex.: Nova Caledònia) atenen més aviat a polítiques de dissuasió, és a dir, dissimulació i probablement també de defensa interna de les fronteres, concebudes com unes "fronteres ètniques" i no pas "cíviques". França, d'una altra banda, és l'una de les potències tecnològiques del món tot i que civilment França és més aviat utilitzada com a mercat que com a innovació tecnològica, tal com sí presenten el Japó, Singapur, els Estats Units o Corea del Sud. En efecte, s'han acabat confirmant casos i l'Estat reconeix haver pensat en l'ús d'armes autònomes per a la guerra com ara els robots.
En tant que engendrador del sistema institucional internacional, França és al Consell de Seguretat de l'ONU i és a l'OTAN. D'ençà la creació de la Comunitat Econòmica Europea voldria i empeny debats constants a favor de la creació d'una armada de la Unió Europea, fet que mai s'ha portat a terme per qüestions pressupostàries, així com crítiques, més tímides que reals, de l'ús d'aquesta armada amb intencionalitats polítiques pròpies a França i/o altes socis seus.
Amb tot això, França constitueix el 5è país en defensa del món però és lluny per darrere dels Estats Units, la Xina o Rússia. En aquest sentit, cerca constantment esdevenir la força primera però mai s'ha atès del tot. El país no sempre presenta la mateixa agilitat que altres països i la seva força tova no arriba a pal·liar les deficiències militars.

#### Espionatge

Organigrama de la Comunitat d'Intel·ligència de França

França és el 12è país del món amb els millors serveis d'espionatge. Per davant hi trobaríem Israel, els Estats Units o Rússia. La major part dels serveis d'intel·ligència han estat renovats després de la Caiguda del mur de Berlín. Així, l'any 1982 Mitterand substitueix el Servei de Documentació Exterior i Contraespionatge per la DGSE que és actualment l'òrgan responsable de la defensa exterior. Té seu a París i en argot d'ocifi se l'anomena la "piscina". Posseeix un pressupost de 644,5 milions d'euros de mitjana i hi treballen prop de 5100 treballadors. Fet que és dir poc sobre la capacitat d'espionatge de l'estat francès.
En aquest sentit cal notar com la DGSI, que substitueix la DCRI, treballa una plantilla 4300 persones i un pressupost mitjà de 200 milions d'euros. Quelcom que s'aconsegueix, sens dubte, amb els imposts que es basen sobre una economia forta que es genera amb una gran base poblacional. En darrer terme cal posar èmfasi en les activitats d'espionatge, tal com s'acabà visibilitzant l'any 2016 després que el diari Le Monde fes pública una xerrada de Bernard Barbier, cap de la DGSE i de la SIGINT, a l'Escola Superior d'Ingenieria Central Supélec. Allà desvetllà com França espiava i tot als seus aliats i no aliats més estables, com ara la Xina, l'Iran, Espanya, Noruega o la Costa de Marfil. Hi trobem fins i tot a Algèria o Canadà.
L'estat francès també es dedicaria a interceptar trucades telefòniques i a monitorar les xarxes socials, a més d'un ús clàssic dels escàndols sexuals com a contraofensa, com el cas DSK. Els periodistes haurien estat, segons publicacions del Der Spiegel alemany, objecte d'espionatge. La premsa francesa està majoritàriament subvencionada i això permet a l'estat de protegir-se contra possibles fuites. Segons Reporters Sense Fronteres, França només ocupa el 34è lloc en expressió lliure al món. L'expressió lliure la lideren Noruega, Dinamarca i Finlàndia. França comparteix posició amb el Regne Unit en quant a llibertat d'expressió. Tot plegat fa difícil destapar casos de corrupció i espionatge.
En aquest sentit paguen les certes sobre algunes decisions polítiques esdevingudes als segle XXI:
- Llei l'any 2006 d'autorització per a la geolocalització i vigilància a Internet arrel del cas Mérah
- Llei LOPPSI 2 del 2011 sota Nicolas Sarkozy amb què s'autoritza clandestinament la introducció de la policia a la vida íntima física d'un ciutadà
- L'any 2017 per voluntat d'Emmanuel Macron molts periodistes són acomiadats sota criteris d'estat d'urgència

## Febleses i fortaleses del Poder tou

### Diplomàcia
França és al centre del sistema polític mundial. Seu al Consell de Seguretat de l'ONU, cosa que li permet fer la guerra contra qui vulgui i com vulgui. La construcció de la Unió Europea s'ha fet sota els seus criteris, essencialment, i, avui segueix mantenint un paper decisor a la Comissió Europea. En tant que constructor del sistema amb la Revolució Francesa, el neoliberalisme i l'ONU, l'FMI està presidit per un francès de forma recurrent i els òrgans decisors de la UE són triats ben sovint amb la gran influència de la diplomàcia francesa. El fet que el francès sigui llengua diplomàtica dona explicacions sobre la capacitat d'influència de l'estat francès a nivell institucional.
França és a:
- OTAN
- Consell de Seguretat de l'ONU
- Fundadora de la UE
- Fundadora de la democràcia liberal
- Fundadora d'UER
- Lidera l'FMI
- Origina l'OMS

El país és una democràcia liberal de tipus República presidencialista. El president és triat per la població cada cinc anys a sufragi universal a majoria absoluta per dos tandes. El parlament el constitueixen dues cambres, el Senat i l'Assemblea, la segona triada directament a sufragi universal cada cinc anys. El Senat és la representació territorial del país, hereu del passat monàrquic del país. La Constitució voldria que hi hagués separació de poders però d'ençà la Revolució Americana molts han estat els episodis que evidencien que la separació de poders pot no aplicar-se quan hi ha conflictes d'interès entre el poder.
Les eleccions franceses són al mateix nivell que les estatunidenques, britàniques i alemanyes seguides per la premsa mundial. La força diplomàtica francesa vol recaure igualment en les antigues colònies africanes, fet que li confereix un contrapès amb el món anglosaxó, per bé que no l'utilitza eficaçment, tal com s'aprecia al Regne Unit. En efecte, després de les colonitzacions, la política venjativa de l'estat no permet construir una CommonWealth francòfona i malgrat que l'estat manté lligams amb els països africans antigament colonitzats mitjançant la francofonia, no tots segueixen al peu de la lletra les voluntats de la diplomàcia francesa.
França ha estat històricament als congressos de re-dibuix de les fronteres europees:
- Pau de Westfàlia
- Congrés de Viena
- Congrés de Londres
- Conferència de la Pau de París

Molts països han estat creats per voluntat de França i alguns aliats seus:
- Bèlgica
- Iugoslàvia
- Espanya
- Lituània, Letònia, Estònia
- Ucraïna
- Armènia, Azerbaidjan

La diplomàcia francesa re-dibuixà les fronteres colonials després de la Gran Guerra i és alhora responsable amb els Estats Units, el Regne Unit i Alemanya dels conflictes derivats de la guerra entre Israel i el món àrab.

### Coneixement
L'estat francès no és líder en coneixement, innovació i tecnologia però constitueix l'un dels principals estats amb més patents i força d'innovació. Les seves universitats han produït tot al llarg de la història contemporània un coneixement científic tou de gran escala i el país ha estat al capdavant de la innovació científica dura tot al llarg de la seva història. Tanmateix, actualment cap de les seves universitats arriba al top 25 i el Regne Unit, Alemanya, Suïssa, Bèlgica i els Estats Units sobrepassen amb escreix les universitats franceses (Forbes, 2014). No obstant, manté l'any 2018 l'11è lloc en quant a innovació (Comissió Europea). És dels països que més finança la innovació però Alemanya, el Regne Unit, Luxemburg, Suècia o Noruega aconsegueixen més i millor sense el suport de l'estat. El sistema d'investigació té un grau d'atractivitat elevat però no presenta sempre un grau d'actius intel·lectuals.
Segueix sent l'un dels països motors de l'exploració espacial malgrat que la Xina, Rússia i els Estats Units lideren sense cap mena de dubte la cursa espacial. Existeixen fins i tot parcs temàtics que exalten la força espacial francesa dins el país i, en aquest sentit, França construeix la seva força especial unint sinergies amb els veïns europeus. Al seu haver França posseeix el coet Arianne. En aquest sentit cal destacar la potència aèria que constitueix la indústria aeronàutica francesa. Tanmateix, tot aquest potencial és relatiu posat en comparació amb els Estats Units.
La força del coneixement francès és doncs en conclusió matisable. Malgrat que històricament ha estat capdavanter en ciència i ha assolit moltes fites per a l'evolució científica, sobretot al segle xix, el país no és al segle XX i XXI una potència, sinó més aviat una petita potència. Els Estats Units aconsegueixen sobrepassar amb escreix la capacitat d'innovació de França mentre que Suècia sobrepassa a Europa les perspectives. Les universitats franceses, tot i que productores de coneixement, han perdut durant el segle XX tota la potencialitat que presentaven al segle xix. Països com Espanya i nacions com la catalana arriben a presentar una gran millora a nivell universitari. Per tot això, el país, més que innovar, consumeix innovació malgrat que és capaç de produir coneixement.

### Mèdia
La capacitat de comunicació de l'Estat francès és bona però no pas influent en contraposició al món anglosaxó. La cultura francesa exportada a la resta del món no ateny totes les classes socials perquè l'estat francès opta per una cultura elitista si es reprèn les anàlisis en termes de l'Escola de Frankfurt. És un tipus de producció cultural que li dona prestigi però que li resta en altres àmbits. El món anglosaxó, en canvi, presenta amb els Estats Units una vessant cultural molt més popular i amb el Regne Unit una vessant molt més elitista. Per això mateix el món anglosaxó cobreix d'aquesta manera tot el globus, la qual cosa no aconsegueix l'estat francès que es veu, a més a més, restat pel domini hispànic que és de lluny més popular que el francès. El món anglosaxó es recolza i molt sobre les antigues colònies, fet que no s'aconsegueix a França per la política venjativista sorgida de les descolonitzacions. Tanmateix, l'Imperi colonial francès mediàticament té més abast que el lusòfon, el qual no arriba a l'abast de l'hispànic però supera de llarg la mediatització russa i alemanya.
França manté mediàticament parlant una política de contrapès. Contrapès contra els Estats Units i Anglaterra en virtut de la doctrina De Gaulle. Segons aquesta el món anglosaxó treballa per desfer-se de França, buscant fins i tot la seva humiliació perquè estatunidencs com anglesos són germans de sang en provenir del mateix indret. Fet que no s'acaba de veure perquè el món anglosaxó, més pragmàtic, cultiva una certa idealització d'allò francès. Quelcom que s'aconsegueix amb una àmplia xarxa de mèdia repartits a tot el món. En efecte, els Estats Units posseeixen filials de canals de televisió propis una mica per tot Europa, Amèrica i Àsia. Un exemple d'això és el canal de música MTV que contempla les versions portuguesa, hispànica, argentina, mexicana, coreana, japonesa, francesa, grega, russa, sueca i fins i tot finesa, hongaresa o búlgar. El model és proposar cultura anglosaxona amb la introducció de la cultura pròpia del país on s'estableixen les multinacionals de forma a crear un comportament homogeni i alhora augmentar l'idealisme envers els Estats Units.
Com a contrapès, França exporta igualment la seva pròpia xarxa mediàtica que es recolza en una pluralitat plàstica en tant que la presentació de mitjans plurilingües només es fa si les llengües permeses són les associades a antics imperis colonials i, alhora, si permeten contestar i rebatre el monolingüisme rus. Una política que pretén exportar una bona imatge en aparentar-se plural però que rere les aparences és igual d'homogeneïtzadora que els homòlegs anglosaxons. Les multinacionals franceses aconsegueixen, no obstant, fites perquè arriben a proposar productes a l'alçada i, ben sovint, en segona tria a la cultura monopolística estatunidenca. Alhora el país està regit per tres grans grups mediàtics que tenen de manera indirecta l'aval de l'estat que en subvenciona bona part dels mitjans. En aquest sentit, internament, el país no permet fàcilment l'entrada de mitjans estrangers i bona part del panorama televisiu francès es nodreix de consum propi, contràriament a l'hispànic, el neerlandès o el portuguès.
França és històricament el centre i la base de la cultura occidental fet que li dona un poder privilegiat. Bona part de la ciència s'hi ha desenvolupat i, de fet, és encara a França on hi ha bona part del desenvolupament científic i tecnològic d'Europa, tot i que en això el Regne Unit li presenta una dura competència. El sistema de valors francès s'ha exportat de forma més o menys exitosa tot al llarg de la història de la humanitat i, per això mateix, França es troba al centre de la creació cultural europea i occidental. Durant les colonitzacions, França aconsegueix juntament amb el Regne Unit d'europeïtzar el món i, per aquest motiu, es podria dir que malgrat la diferència mediàtica entre el món anglosaxó i francòfon, hi ha una base comuna que es troba a tot el continent americà, oceànic, europeu i amb una penetració important tot i que no decisiva del continent asiàtic i africà.
Mediàticament doncs França importa essencialment cultura anglosaxona i exporta cultura elitista pròpia. S'idealitza a ella mateixa, més que no pas aconsegueix idealitzar-se de cara als altres. I, com a contrapès, mira d'idealitzar el món hispànic, itàlic o xinès, però es desfà ràpidament de l'imperi lusòfon, alemany o rus, a manca de saber idealitzar els altres. La política tova francesa és força coixa tot i mantenir-se com a agent bàsic.

## Política exterior

### Les zones d'influència
A Europa l'Imperi francès segueix funcionant a còpia de zones d'influència. Fora d'Europa, les zones d'influència corresponen a les seves antigues colònies avui emancipades, per bé que encara manté colònies a Amèrica com a altres indrets del globus. França considera que el territori que s'estén des de Portugal fins a Itàlia, d'Itàlia passant per Suïssa, Luxemburg, Valònia, Alemanya, Dinamarca, la República Txeca, Eslovàquia i fins a Polònia, són zones de la seva influència. També considera que les illes britàniques són zona d'influència seva per bé que exclou els països escandinaus, Rússia, els estats independents del seu voltant, els Balcans fins a Grècia.
Fet aquest dibuix general, cal saber que França manté satèl·lits a Europa, és a dir, països que giren al seu voltant per qüestions culturals. És el cas de Mònaco, Suïssa, Luxemburg, Bèlgica i Andorra. El país els considera francòfons, però, tanmateix, no sempre és així. Andorra és un país catalanòfon i manté expressament l'ull posat a França per motius polítics. Suïssa és un país amb una varietat cultural interna molt pronunciada i majoritàriament, així com a Luxemburg, la seva població és germanòfona. Bèlgica, finalment, és germanòfona, neerlandesa i francòfona. A França s'hi divulga falsament de forma quotidiana una imatge simplista del país que reenvia a una sola unitat que passa per una població que parla francès. La realitat n'és una altra. Flandes parla neerlandès i per bé que es veu obligada a saber francès, no es nodreix de cultura francesa, sinó que es gira cap a Holanda, la qual al seu torn és zona d'influència del Regne Unit. Bona part de la seva població no se sent belga, no reconeix una nació belga i preferiria o bé ser dins d'Holanda o bé emancipar-se de Bèlgica, Holanda i França.
Les zones d'influència a Europa es comparteixen molts cops amb Anglaterra. Anglaterra també fa de la península ibèrica o itàlica, per exemple, la seva pròpia zona d'influència. Per això, la política exterior a Europa és variable segons si ens situem a Portugal, Grècia o Alemanya. A l'Àfrica, França i Anglaterra es respecten mútuament, dit altrament, cadascú intervé a les seves antigues colònies sense que l'altre hi digui res al respecte. En aquest àmbit no comparteixen zones d'influència. Cosa diferent és a l'Àsia, no totes dues arriben a compartir zona d'influència.

### Relacions europees

#### Món anglosaxó
La política exterior francesa en relació al món anglosaxó parteix i comença des d'Anglaterra. Anglaterra és el seu enemic visceral i, si hi fa aliances, serà sempre per anar en contra d'Alemanya.
Durant el segle xix França dona suport als Estats Units en tot allò que fan perquè la declaració d'independència estatunidenca es va fer en contra d'Anglaterra. Passades les dues guerres mundials, Anglaterra i els Estats Units tornen a ser enemics viscerals perquè s'uneixen per bastir un imperi global que França enveja.
Si Anglaterra divideix per regnar, França també. Si Anglaterra s'interessa per Grècia, França tampoc s'espera a interessar-s'hi. Les estratègies poden anar en la mateixa línia que l'anglès o presentar-se com un oposat. Tot segueix un mateix objectiu, desfer-se de l'imperi anglosaxó i substituir-lo.
A partir d'aquesta visió general, cal comprendre que França potencia la disgregació del Regne Unit si això li permet debilitar Anglaterra i aquesta no troba manera de replicar-hi. Contràriament a França, Anglaterra és sempre la primera a adoptar una via no violenta per resoldre les seves ambicions a Europa i, d'aquesta manera, sap que tindrà més gent a favor seu que en contra. D'aquesta manera Anglaterra no té cap mena d'inconvenient de reconèixer que existeix una nació anomenada Escòcia i una altra anomenada Quebec. França, que no és gens pragmàtica, això no sap fer-ho i diu haver-hi una nació quebequesa, escocesa, però en canvi nega que existeixi una nació catalana.
Nota: un assumpte força recent demostra que França és un país que fa ús de forma recurrent de la violència. El moviment de les armilles grogues ha estat apallissat àmpliament per la policia perquè el govern d'Emmanuel Macron no vol accedir a retrocedir en les restriccions de l'estat del benestar que ha aplicat. Ha enviat expressament policies a carregar contra els manifestants i aquests s'han tornat cada vegada més organitzats fins al punt de poder proporcionar al seu torn pallissa als policies. El govern d'Emmanuel Macron proposa a resultes d'això prohibir la difusió de la cara dels policies apallissant manifestants. Per tant, França reacciona violentament, i, com no sap resoldre-ho d'una altra manera, resol treure una Llei exprés en lloc de reduir la violència i parlar amb els manifestants. No és un estat pragmàtic.
En aquest segon àmbit, si Anglaterra promou la secessió catalana, França promourà l'escocesa i, si França promou l'escocesa, Anglaterra promou al catalana. L'única hipòtesi per no fer-se secessió mútua és trobar interès colonial conjunt, un compromís que permeti que tots dos en surtin guanyant. Però, fins i tot en períodes de compromís, ni França ni Anglaterra poden contra les seves minories nacionals perquè, pragmàticament, els catalans, per exemple, saben mostrar-se oberts i incorpora llengües al·lòctones a la seva realitat, és a dir, saben construir una nació oberta com ara ho serien Luxemburg, Finlàndia o Suïssa.

#### Península ibèrica
A la península ibèrica hi coexisteixen diverses nacions. Hi tenim a Portugal i Galícia, del costat atlàntic, Castella al vell mig, els Països Catalans, Andorra i el País d'Aran a l'est mediterrani, i, el País Basc al nord, costat anglès. Castella duu des de l'Edat Mitjana una vertadera política imperial que consisteix a fer-se amb tota la península ibèrica. El seu concepte d'imperi, que fa anomenar "Espanya" es basteix sobre un vertader genocidi. Va intentar netejar la península ibèrica de jueus i musulmans. Tot seguit, el continent sud-americà, per atacar-se finalment a catalans, bascs, etc, tot plegat amb l'ajuda explícita o implícita de l'Església catòlica. Portugal és l'única nació que ha aconseguit deslligar-se'n de manera més estable i això ens permet dibuixar les zones d'influència francesa i anglesa.
Portugal és zona d'influència anglesa. L'Imperi hispànic volgut per Castella constitueix un perill per als interessos d'Anglaterra. Anglaterra vol tenir doncs una penínula ibèrica a mitja màquina per tal que Castella no li faci mai ombra. Alhora de complir-se els desigs de Castella, l'Imperi hispànic torna a ser un perill per a l'Imperi francès. Per això mateix, tant a França com a Anglaterra els convé tenir una nació portuguesa independent de Castella. Això, no obstant, té doble lectura. França persegueix, contradictòriament, la unitat entre Portugal i la resta d'Espanya sempre que això permeti fer ombra a l'Imperi britànic. Anglaterra, per la seva banda, persegueix la secessió basca i catalana d'Espanya, sempre que això permeti fer ombra a l'Imperi francès. Resumidament, França i Anglaterra tenen la seva zona d'influència a la península ibèrica i hi practiquen el divideix per regnar millor.
D'aquesta forma, França dona suport sec a les polítiques de neteja que promou temps ençà Castella. Manté un estat mig tutelat a les seves fronteres pirinenques, Andorra, de manera a poder aturar qualsevol intent independentista català. És una situació que no li agrada, perquè hauria preferit absorbir Andorra i netejar-la culturalment. Però, la manté com a estat independent perquè, això li permet utilitzar-la com a peó contra la independència catalana. Andorra es veu obligada a jugar a fer l'andorrà amb Madrid i París. Això permet a tots dos desfer-se dels Països Catalans. França desitjaria tenir tota Catalunya dins seu, però això Castella no li permet. Imperis, cerquen les riqueses i el potencial industrial de Catalunya. La mateixa cosa es reprodueix amb el País Basc. Aquest es troba dividit entre França, País Basc i Navarra amb l'objectiu de dificultar-ne la secessió. Portugal, per tal de mantenir la seva independència, fa l'andorrà a Madrid i París. Consisteix a deixar que bascs i catalans es barallin perquè mentre es barallin, ni Castella ni França podran ocupar-se de Portugal. Així, Portugal, manté bones relacions tot i que distants amb França.
França cultiva l'existència d'una Espanya única i castellana als seus mèdia. No s'hi filma la realitat de la situació a la península ibèrica. Els francesos no són conscients que prop del 50% de la població espanyola sap parlar habitualment i dinàmicament una segona llengua. Portugal és ignorat intencionadament, surt esporàdicament. Espanya és Castella i Madrid. La mirada divulgada a Portugal sobre Espanya és del tot i diametralment oposada. A Espanya hi ha Castella, s'hi parla català, així com basc i gallec, a més de castellà. A la península ibèrica hi ha Andorra. I, al nord, hi ha Galícia que comparteix uns lligams molt estrets amb Portugal. Els mèdia portuguesos no amaguen la realitat gallega, però tampoc amaguen la realitat espanyola i castellana. No hi ha cap mena de reticència a entrevistar catalans, adreçant-se en català, com tampoc hi ha reticència a mostrar castellans parlant espanyol. Alhora no hi ha reticència a entrevistar bascs parlant basc, bascs parlant castellà o gallecs parlant gallec amb subtítols en portuguès. Això mateix és impensable als mèdia francesos.
Anglaterra manté una postura similar a la portuguesa, amb cert contrast. Per això es podria dir que la península ibèrica és un punt estratègic per als imperis anglès i francès. No volen que hi hagi una potència hispànica completa, sinó promourien la secessió intencionadament de Portugal (ex.: conferències de pau Guerra dels Trenta Anys) però per utilitzen la península ibèrica per fer-se la guerra mútuament. Això comporta que França divulgui la necessitat de la recreació d'Espanya (ex.: Andorra durant la Revolució Francesa) i Anglaterra faci tot el contrari. Les nacions de la península ibèrica juguen als proteccionismes. Andorra es deixa protegir per França si això li convé, cas contrari demana ajuda a Castella. Portugal demana protecció a Anglaterra, cas contrari demana ajuda a França. Tots dos juguen a mantenir empatia i ignorància vers els PPCC i el País Basc, és a dir, informen sobre allò que consisteix l'Imperi hispànic, en cas de necessitar-ho, però ja deixen que bascs i catalans es barallin per evitar que Madrid i París mirin d'unificar Andorra i Portugal a la resta d'Espanya. A França hi ha una vertadera política de racisme vers els catalans i bascs, d'ignorància exprés cap a Andorra, fins i tot d'imaginari assimilatiu en quant a Portugal i Andorra. Aquests dos últims són Espanya, així com França divulgava als seus mèdia abans de la secessió eslovaca que existeix una llengua anomenada "txecoslovac". De tots, el públic francès és l'únic que no sap fer una carta realista de la península ibèrica. El públic anglès, per molt que és reticent a donar la independència a totes les nacions ibèriques, sap diferenciar catalans de portugueses i portuguesos de castellans. No sabria diferenciar l'etimologia de castellà i espanyol, però tampoc no ignora Andorra o el País Basc.
Tot això permet debilitar l'economia de la península ibèrica. No hi ha una vertadera competència. En no haver-hi emancipació dels PPCC i la resta de nacions ibèriques, existeix un oligopoli que no fa avançar Portugal, raté Castella perquè no permet desenvolupar-la i alhora exhaureix Catalunya i el País Basc que no poden créixer individualment ni fer créixer la resta de la península ibèrica. En realitat hi tenim una vertadera política imperial pensada a Anglaterra i França per deixar la península a mitja màquina. Els pols de recolzament són Gibraltar i Andorra. Mentre França fa d'Andorra la seva protecció contra qualsevol intent d'autodeterminació català, Anglaterra fa servir Gibraltar com a pilar per retenir Castella davant les seves ambicions.

#### Imperis europeus
Itàlia és part de la "família" per a França, així com la idea imperial de Castella. Castella manté amb França un vertader pacte familiar en virtut d'haver tingut la mateixa branca monàrquica governant els tots dos imperis. França no pot desfer-se d'Itàlia, però, com en el cas hispànic, li convé mantenir-la a mig gas. No pot desfer-se d'Itàlia perquè la base dels imperis europeus i, de fet, la base de la cultura francesa prové d'Itàlia i el seu llegat grecoromà. Per això mateix França mira de convidar els seus dos "familiars" allà on puguin, com ara als G5, G6, G20 o GX. No són els països més rics del món, per davant seu tenim tots els països escandinaus, però França ja compta excloure els escandinaus per convidar els seus "familiars". Itàlia juga als equilibris entre Alemanya i França perquè França voldria fer-se amb Suïssa i això comporta estendre's després cap a Itàlia. Cal recordar que les monarquies franceses han promogut guerres contra Itàlia perquè hi veien una extensió de les seves "fronteres naturals". A Itàlia li convé tenir doncs una Suïssa independent. Fa fila d'estat-tampó entre els dos.
Amb Grècia s'hi mouen els mateixos interessos que amb Itàlia. França no pot desfer-se de Grècia perquè la base de la seva cultura, però alhora, Grècia és un peó contra Turquia. A Turquia hi ha ambició de reconstruir l'Imperi Otomà però això no agrada a França perquè vol poder aprofitar-se del petroli llevantí. Per tant, li convé tenir una Turquia a baix calibre i això s'aconsegueix mantenint a Grècia com a estat independent. En aquest àmbit, França juga a les mateixes estratègies que Anglaterra.
A banda, cal esmentar la qüestió de la Unió Europea. Es tracta d'un Zollverein francès que neix oficialment per apaivagar les tensions entre Alemanya i França però tot al llarg de la seva existència s'ha fet molt evident que França hi mana de forma gairebé sempre decisiva. La mateixa construcció es va fer posant per davant els interessos francesos i d'això Luxemburg i Holanda se n'han queixat més d'un cop, havent desitjat i tot la incorporació d'Anglaterra per tal de contenir les ambicions franceses. Alemanya hi té un paper importantíssim perquè conjuga una política d'alineació amb França, sempre que això li doni rèdits.
Amb els Països Baixos les coses van d'una altra manera. França hi és enemiga d'ençà que existeixen. És així perquè el territori neerlandès és una força industrial a Europa i França ha mirat d'annexionar-se temps ençà els Països Baixos. Anglaterra no vol que França tingui accés a la força industrial neerlandesa i per això mateix en fa la seva zona d'influència. Però, al mateix temps, no vol que els Països Baixos estiguin units, perquè farien ombra a la seva força colonial. La solució intermèdia que es va trobar al segle xix va ser de crear Bèlgica que uneix territori neerlandès, alemany i francès en un sol Estat. És una construcció artificial que dona problemes des de la seva mateixa declaració d'independència. França només concep a Bèlgica com a francòfona i satèl·lit seu, fet que evidencia que la llengua també hi compta.
El mapa de països ideal per a França és aquell que sorgeix després de la Primera Guerra Mundial. Li importa ben poc les neteges ètniques que puguin operar-se a Europa, sempre que això permeti mantenir aquest mapa. Amb la Unió Europea França ha deixat de necessitar de fer la guerra contra els seus veïns i la seva política exterior a Europa es fa a partir del diàleg entre imperis, no pas entre minories. Les minories no són mai escoltades, llevat que França trobi interès a fer-ho perquè faria perdre pes a algun imperi amb qui porta confrontacions. És el cas, per exemple, de Belarús, Letònia, Lituània, etc. La Unió Europea per a França és Victor Hugo i les seves fronteres (naturals) és Carlemany. No deixa de ser una manera més soft d'implantar el seu imperi.

#### Relació amb Escandinàvia
A França no se li ha perdut res a Escandinàvia. És zona d'influència anglesa i, a més a més, per molt que miri de construir-hi lligams per rebatre la influència anglosaxona, mai ho ha aconseguit i, de fet, les possibilitats d'aconseguir-ho són de 0,5/10. Tot i així, Finlàndia és desig de Rússia i en la mesura que Polònia voldria que existís una Finlàndia independent, França podria moure peons. Ara bé, si mou peons, es per posar-se al costat de l'imperi suec. Noruega, Dinamarca o Finlàndia no són realment imperis, encara que Dinamarca va posseir-ne un de ben gros al nord d'Europa.
L'imperi danès va tenir encontres amb França i, quan França nou fitxa, ho fa sempre a favor de Suècia perquè és la garantia d'homogeneïtzació cultural. En efecte, per molt que la propaganda d'estat es faci un fart de dir que no es mou per les llengües perquè aquests no constitueixen motius polítics
, la realitat n'és una altra. França obliga els seus ciutadans de parla bretona o corsa a parla francès, precisament perquè la llengua compta. França posseeix canals de televisió de concepció expancionista com ara TV5 Monde o France24 perquè la llengua compta. Durant l'era colonial, França obligava les seves colònies a parlar francès i deia que la resta de llengües eren patuès negrer, perquè la llengua compta. França promou una organització de la "francofonia" perquè la llengua compta. França, finalment, promou amb l'Aliança francesa el francès arreu del món i no pas el bretó o el cors, perquè compta la llengua.
Això permet fer una lectura un pèl més general. França promou sempre les llengües imperials perquè li convé teixir contrapoders. Si més de tres imperis es fan la guerra França pot presentar-se com el centre, la moderació i repartir com li vingui de gust. Per aconseguir-ho calen blocs més o menys grans que no s'arribin a anul·lar entre ells. És el cas d'Escandinàvia, Iugoslàvia, les ambicions territorials hongareses o Grècia mateix. Un cop ho aconsegueix i, per tant, reparteix "justícia" com li plau, es dedica a l'estratègia contrària, que és la fragmentació. Tot això pot apreciar-se perfectament als graus de divulgació de les llengües i cultures estrangeres a França.

#### Est europeu
França és discordant amb la realitat que neix posteriorment a la caiguda del mur de Berlín a l'est. És a dir, li agradaria que existís un imperi anomenat Iugoslàvia i un únic estat anomenat Txecoslovàquia. És partidària de la neteja ètnica que volia Milosevic perquè això mateix ha estat cercant des de la Primera Guerra Mundial (Emmanuel de Martonne). Els seus mèdia abans de la caiguda del mur de Berlín, divulgaven la imatge d'una única nació txecoslovaca, que parlava únicament txecoslovac. Existix i tot documentació d'època sobre mitjans de comunicació que parlen de l'existència d'una llengua "txecoslovaca". El país promouria intencionadament la secessió de Letònia, Lituània i Estònia (Emmanuel de Martonne). Si, en efecte, després de la Guerra de Iugoslàvia, reconeix Kosovo com a nació emancipada i la independència de les ex-repúbliques iugoslaves, simplement s'explica pel traumatisme deixat per la guerra i, alhora, per la voluntat de fer-li front a Rússia. Aquesta vol a tot preu una nova Iugoslàvia perquè fa de Sèrbia el seu peó contra Anglaterra. El seu objectiu és fer-se amb tot l'est europeu, la qual cosa inclou Grècia o Polònia. Polònia, precisament, és zona d'influència francesa.
França no té zona d'influència a l'est. Simplement, mira de prendre-hi donant suport a Polònia i Txèquia. Polònia no era interessant per a França abans del segle xviii. Prússia va buscar la manera que Polònia desaparegués i mentre hi hagué aliança entre Prússia i França, Polònia va desaparèixer del mapa. L'interès de França per Polònia apareix amb el trencament d'aliances amb Prússia. La construcció de l'estat alemany explica que França vulgui que existeixi de cop i volta Polònia i Txèquia. Es tracta de reservar-se dos estats que continguin qualsevol ambició annexionista alemanya. Per tant, si a Polònia li convé que existeixi Letònia, Lituània i Estònia, també li convé a França. França no té pragmàticament parlant cap mena d'interès a Rússia. Si actua en contra de Rússia o en favor seu, s'explica per Polònia i Txèquia. Aquestes dues miraren més aviat de formar una opinió adversa. El fet que Anglaterra tingui la seva zona d'influència a Grècia, així com als Balcans, a França pot convenir tenir bones relacions amb Rússia. En la mesura, però, que Alemanya té zona d'influència als Balcans i a l'est en general, explica que França vulgui jugar els equilibris a l'est. La independència d'Eslovàquia, per tant, s'explica més aviat per una voluntat dels txecs de no continuar amb la unió per bé que els mateixos eslovacs tampoc la volien. França, en aquest cas, en alinear-se amb els txecs, accedeix a reconèixer Eslovàquia, per bé que no la difon especialment al mateix país, tal com practica amb Portugal. La política de l'est europeu s'ha d'entendre a partir del mediterrani. La zona d'influència es juga més aviat entre Rússia i Anglaterra.

### Relacions colonials

#### Àfrica
A Àfrica hi ha dues actituds. La primera és la pròpia a l'era colonial que consisteix a colonitzar territori africà, implantant-hi un vertader apartheid i fer-li la guerra a tot altre imperi que vulgui fer-se amb Àfrica. La segona és la post-independència que consisteix a respectar les colònies de l'altre imperi i teixir lligams diplomàtics amb les seves antigues colònies. Això no obstant, la post-independència també té dos graus. La política venjativista de l'estat francès contra les seves antigues colònies per haver-se independitzat fa impossible un èxit com aquell que experimenta Anglaterra amb les seves antigues colònies.
Dit això, França no respecta les antigues colònies d'Espanya, tampoc d'Itàlia o Bèlgica. A més a més, el traçat de les independències es va fer a ull dels colons. Són fronteres perfectes, en el seu sentit geomètric. Això explica que són artificials, les que en realitat volien els colonitzadors perquè d'aquesta manera hi ha forma d'aprofitar-ne els recursos naturals.
La política exterior de França és doncs del tot orientada. El seu objectiu és fer nedar Àfrica en la misèria i la dictadura. D'aquí en treu relacions més que amables amb els dictadors al poder per tal de vendre-hi armes i a canvi obtenir-ne petroli. La retòrica que França procura la pau al món i li preocupen els drets humans és falsa.
Finalment, França manté alineació cega amb Israel, de forma intencionada. Es tracta de mantenir el discurs de Troia per tal de conservar el sistema actual amb què França hi guanya molt perquè pot tenir petroli a bon preu sense haver de preocupar-se per estats africans independents susceptibles de fer-li la competència en condicions d'igualtat social i econòmica. Israel és ben conscient que França la utilitza més que la col·loca al seu cercle de familiars. Per això presidència a presidència, Israel no permet sota cap pretext l'entrada de la diplomàcia francesa a certs llocs del país, com ara l'església de Santa Anna de Jerusalem. D'aquesta manera es dedueix fàcilment que malgrat els discursos aparents, França no vol la independència del Kurdistan, ni tampoc es preocupa per l'apartheid contra els palestins.
D'això la Xina se n'ha adonat perfectament després de la caiguda del mur de Berlín i per això proposa el seu particular Pla Marshall a Àfrica. Revertir la situació de pobresa, guerra i divisió que hi fomenta França i Anglaterra permet a la Xina reconstruir un esquema que està provat que funciona. Ho fa a favor seu i, per tant, mira de fer d'Àfrica el seu mercat de venda i, d'Occident, la seva Àfrica. Això és així perquè França i Anglaterra cerquen el sistema oposat a la Xina.

#### Amèrica
A l'Amèrica Llatina no se li ha perdut res a França. Si es mou, seria per donar suport a l'imperialisme hispànic. En canvi, si quelcom pot interessar del continent americà, és la seva part del nord. Després de la Segona Guerra Mundial s'assisteix a un t'estimo, però no tant, entre els Estats Units i França. S'hi juga el paper d'amics sense frec a frec. França mira de delmar a tot preu l'imperi anglosaxó i, per tant, si no pot fer-ho amb altres vies, ho fa difamant els Estats Units, és a dir, mostrant com es juguesques de l'imperi americà, sense parlar del seu.
Dins la mateixa dinàmica que Anglaterra i Castella, manté un ull posat al Canadà perquè considera que Quebec és nació, no pas perquè hagi de ser-ho o no, sinó perquè la llengua també compta. Allà s'hi parla francès i, per tant, allò és una nació. Canadà no seria mai capaç de tractar al mateix nivell Quebec, tal com Castella o Sèrbia tracta les seves minories. Cas contrari, l'imperi francès s'hi muntaria en contra. Quebec és la minoria no emancipada del primer món que millor tracte rep. Si França ha de parlar de les minories, seria per presentar-les de forma molt folklòrica, d'un passat que ja no existeix. Per tant, a l'Amèrica Llatina s'hi parla castellà, com a molt Brasil sap parla portuguès, que és una pedra a la sola dels Estats Units. França pot interessar-s'hi, no pas perquè li importi gaire el món lusòfon, del qual se'n desfà ràpidament, més aviat perquè pot representar un rival contra els Estats Units. És a dir, França sempre pot jugar la carta del sentiment anticolonialista i, per tant, com entre els EUA i Anglaterra, jugar amb les oposicions entre Portugal i Brasil.
El públic francès no sap gaire sobre quines llengües autòctones hi havia a Amèrica Llatina, encara menys les que s'hi parlen actualment. Tot és homogeni i si s'ha de preocupar per algú, seria per grans estats potencialment imperials, com ara Argentina. Alhora, com que França cerca el final de l'imperi anglosaxó, si ha de posar peu en algun lloc d'Amèrica Llatina, ho fa a Mèxic perquè els EUA hi practiquen una política d'empobriment del veí. França encara hi posseeix una colònia, però no té un pes rellevant com per desplegar una vertadera política exterior focalitzada en l'Amèrica Llatina. La seva colònia ha de servir per ser present en un continent que s'ha reconstruït, el primer abans que cap altre indret del món, proclamant l'autodeterminació dels pobles. És això mateix el que ha permès a, si més no, dos dels seus països erigir-se com a potències mundials i, per tant, convé tenir-hi un peu també físic.

## Política interior

### Fronteres internes i externes
Els objectius de les polítiques fronteres de l'estat francès són:
- permetre el creixement i desenvolupament econòmic intern
- construir-se com a motor de desenvolupament econòmic a Europa
- assimilar a la ideologia d'estat francès la resta del món

Per arribar-hi, fa ús del neoliberalisme i el proteccionisme.
L'Estat francès és membre de la Unió Europea i degut a això no hi ha restricció de moviments entre població interna i externa sempre que provingui i surti de la Unió Europea, i, això també també inclou les mercaderies, els capitals, etc. A nivell fronterer només comparteix duana amb Mònaco, Andorra, Suïssa i, recentment, arrel del Brexit, el Regne Unit. Això no obstant, arran dels acords entre governs concernits, els ciutadans suïssos gaudeixen de l'espai Schengen i els andorrans poden legalitzar-se sense passos previs en l'obtenció de la targeta de residència. La resta del món es veu obligada a tramitar-se legalment al país i obtenir permís de residència renovable segons criteris de l'administració.
Les mercaderies han estat tradicionalment objecte de proteccionisme fins que el liberalisme promogut pel món anglosaxó fos aprofitat per França amb l'objectiu de fer créixer el seu imperi. És a dir, mentre mantenia gairebé tota l'Àfrica colonial sota les seves ordres, apreciem una vertadera política proteccionista i annexionista. Arribada a l'era neocolonial, manté una política de doble fil, proteccionista i liberal quan convé i com li convé. Fa ús doncs de la Unió Europea a nivell de la circulació de mercaderies i dels capitals a tall ideològic amb vertadera ambivalència entre l'alliberament i la protecció.
Degut a motivacions fiscals, l'estat francès imposa declaració de rendes i tributació als francesos que treballen a Mònaco. Els ciutadans del microestat són tractats gairebé al mateix nivell que els ciutadans andorrans en matèria de residència. Els microestats que l'envolten, llevat de Luxemburg, fan que hagi de negociar tractats de comerç. Les colònies que encara posseeix l'estat francès són tractades com a departaments francesos i, per tant, els seus ciutadans com a francesos, sense diferència. Són doncs ciutadans legalitzats a fora de França continental.
Tot plegat indica una política proteccionista per als qui són fora de la Unió Europea i això constitueix una decisió ideològica que comparteixen tots els països membres de la Unió Europea. Permet doncs tenir mà d'obra formada atès que gairebé tots els membres de la Unió Europea posseeixen un nivell alt de formació, així com exportar talent i gent formada sense restriccions. Aquesta dinàmica permet a escala macroeconòmica donar valor afegit a Europa i a França. De cara als membres de la Unió Europea, aquestes polítiques són analitzades com a liberals atès que constitueixen el pilar de lliure-canvi del neoliberalisme.
Les polítiques proteccionistes i liberals tenen doncs objectius de competència a escala global. França protegeix els seus interessos econòmics en alliberar les fronteres amb els països membres de la Unió Europea i en presentar fronteres a tot país no membre. I, en aquest aspecte, per raons ideològiques, el país es reserva d'acceptar ciutadans estrangers, legalitzats al país d'origen, refugiats o exiliats, fins i tot il·legals. S'ha de notar doncs que de manera general l'estat francès permet de forma fàcil l'entrada al seu país i no és tradicionalment proteccionista davant d'afers de refugi.

### Població, integració i coneixement
L'objectiu de la gestió poblacional de l'estat francès és:
- tenir mà d'obra diversificada i especialitzada
- productivitat econòmica
- eficàcia econòmica
- expansió econòmica

La població francesa és de l'anomenat primer món i mercès a això, el país posseeix una mà d'obra formada. La diversificació de la seva economia permet tenir tècnics en gairebé tots els àmbits. La població és majoritàriament madura. La seva piràmide d'edats se situa majoritàriament entre els 40 i 70 anys (Julian Miralles, 2012). El país no pateix d'analfabetisme i el seu sistema d'educació està planificat de forma a proveir d'especialistes allà on calguin. En efecte, les formacions professionals estan molt ben desenvolupades i malgrat que el país no és entre els primers en matèria educativa, segons els reports o informes PISA, de forma global la seva població és alfabeta.
L'estat controla la natalitat a través d'ajudes públiques amb què mira de potenciar els naixements. En tant que país industrialitzat, pateix de deficiència poblacional, és a dir, cada família posseeix de mitjana 1 a 2 fills i no pas 4 a 6 fills. Això s'explica pels costs d'un sistema capitalista avançat que aporta baixes taxes de mortalitat i una esperança de vida elevada. L'esperança de vida se situa entre els 70 i 90 anys segons el sexe (Julian Miralles, 2012). Quelcom així indica d'una política econòmica i benestar eficaç atès que permet viure a llarga carrega. Per tal de compensar la manca de naixements, el país els potencia amb ajudes econòmiques per a primers i fins a segones adquisicions de nadons. El resultat final permet a França tenir una de les taxes de natalitat més elevades de la Unió Europea.
Els dos elements presentats tenen repercussions en l'àmbit polític perquè la població francesa és altament productiva (Julian Miralles, 2012). El sector terciari n'és el majoritari per bé que el secundari presenta gairebé un percentatge del 60% de l'activitat amb creixement exponencial del sector quaternari (INSÉE, 2010). En aquest sentit cal remarcar que l'estat francès és amb els països nòrdics capdavanter en matèria de benestar i això li permet apaivagar els conflictes interns. En efecte, el país potencia els estudis a qualsevol grau de manera que el cost universitari és dels més barats d'Europa. Alhora no veta l'entrada a estudiants estrangers, als quals ajuda fins i tot econòmicament. Un ciutadà francès rep ajudes per tenir fills, si surt de casa en complir-se l'edat de maduresa, si es troba en situació precària econòmicament, etc. El codi de relacions laborals preveu la participació de l'assalariat en accions d'empresa, l'augment de salari per vellesa d'empresa, la protecció contra l'abús patronal en acomiadaments, etc, tot plegat amb convencions col·lectives i una xarxa de sindicats molt activa. És un país força intervencionista en matèria de benestar.
Nota: encara que les crítiques del lobbisme neoliberal vulgui fer creure el contrari, les 35 hores de treball setmanal incrementen la productivitat de la població en haver-hi gent amb salut física i psicològica per treballar. Un per menut que posa i molt en evidència el tipus proteccionisme que fa servir l'administració gala.
Les polítiques de benestar de l'estat francès li reporten en l'àmbit polític un país harmònic per bé que existeix una minsa capa de la població que és marginada i viu sense sostre. Els nivells de delinqüència no s'expliquen per les polítiques de benestar, sinó més aviat per les polítiques socials. L'accés gratuït a l'escola i la rebaixa en l'accés universitari, fins i tot als estrangers, permet al país tenir valor afegit. En efecte, l'acollida d'estudiants estrangers permet desenvolupar-se tecnològicament i científicament. La segmentació a nivell educatiu permet redirigir la població en funció de les seves capacitats i la revaloració de l'experiència laboral, així com la possibilitat de reprendre estudis a qualsevol moment de l'etapa vital del ciutadà, permet trencar qualsevol tipus de rigidesa a l'ascens social.
En contrapartida, existeix de les Trenta Glorioses ençà problemes seriosos per a l'assimilació de l'estranger degut a les seves polítiques socials. El país ha estat tradicionalment acollidor de població, més que exportador de població. Les polítiques proteccionistes en matèria de benestar social i el dinamisme econòmic, així com el pes central del país a nivell de les institucions internacionals, fan que la població francesa sigui de les que menys marxa del país per necessitats vital, ans al contrari, el país quan exporta, exporta empresariat. Aquest aspecte necessita així i tot d'algun matís perquè malgrat ser un país acollidor d'immigració, la majoria de la població és francesa i la part immigrant no acostuma a depassar el 10%. El percentatge de població estrangera és irrisori en comparació als seus veïns luxemburguès, andorrà, monegasc o suís. La política lingüística hi és de les menys tolerants malgrat que amb el ròssec del temps, la rigidesa s'ha anat atenuant, fet que ha contribuït positivament a la integració de la seva pròpia població. Per bé que només posseeix un 10% de població estrangera, aquesta s'assimila difícilment d'ençà les Trenta Glorioses encara que les condicions d'assimilació siguin de les més favorables a Europa; França permet l'assimilació passat els 5 anys, una majoria aclaparadora de mèdia propis, etc.
La cohesió interna és doncs difícil, sobretot per la capa de població de confessió musulmana. El xoc de valors no s'ha entonat correctament des de l'administració francesa i degut a això hi ha conflictes recurrents amb l'extrema dreta. Aquesta arriba atènyer rècords d'ençà la dècada dels 70 del segle XX que es quantifiquen en un 40%. L'administració francesa demostra a cada nou govern tenir poca destresa per a la cohesió entre població de confessió musulmana i no musulmana. Mostra d'això la proposta de Llei del govern Emmanuel Macron sobre allò que anomena, ideològicament, "secessionisme místic". Ideològicament perquè França restringeix la llibertat d'expressió quan demostra ser incompetent en matèria social. No deixa de ser veritat, però, que cap país del seu entorn sap fer millor i que l'explicació es troba, en part, a les polítiques imperials sobre el Llevant.

### Infraestructura i economia

En blau les línies de tren d'alta velocitat i les seves connexions amb les ciutats.

França es un imperi essencialment urbà al segle XX i XXI però l'urbanisme està molt concentrat als litorals, a les fronteres i a París. No és pas anecdòtic ni innocent. És una tria. Per entendre-ho millor cal mirar de traçar les línies dels trens d'alta velocitat. Ens adonem aviat que existeixen tres dinàmiques econòmiques. La frontera amb els Països Baixos, amb Flandes inclosa, seguit de Luxemburg, Alemanya, Suïssa i Itàlia, constitueix la força industrial francesa. És l'àrea més urbanitzada del país, sense comptar amb París que es connecta a aquesta frontera a través de l'alta velocitat. El territori neerlandès i alemany són per excel·lència la força industrial d'Europa i per això mateix l'estructura i l'activitat econòmica més desenvolupada a França està virada cap a la frontera de l'oest. Això permet al país construir una dorsal europea de gran dinamisme econòmic i, amb aquest procediment, tornar-se en el centre econòmic, polític i cultural d'Europa.
Dels tres nivells de dinàmica, el segon el representa les ciutats que, un cop més, segueixen la mateixa dinàmica que les línies ferroviàries. Hi destaca París, Rouen i Lió. Són les ciutats més dinàmiques i de difusió per excel·lència de França. París se situa al nord, a tocar de Flandes, Luxemburg i Alemanya mentre que, estratègicament, Lió és a tocar d'Itàlia i Suïssa. Tanmateix, cal fer evident que França no és des del segle XX ençà un país rural per bé que subjau a la consciència col·lectiva dels propis francesos aquesta imatge. No l'és perquè és un país de "grans ciutats". Des de París fins a la resta de perifèries, hi trobem un nínxol de grans ciutats que segueixen el model centralista, propi de les polítiques imperials franceses. En efecte, les ciutats són el nucli d'activitat econòmica i al seu voltant el paisatge rural es nodreix de residències. El ciutadà viu al camp en una residència i treballa a la ciutat. Aquestes maneres de fer donen dinamisme a totes les ciutats perquè mercès a les residències que es construeixen a la perifèria rural, cada ciutat s'engrandeix progressivament i, per tant, no existeixen vertaderament poblets i hàbitat rural, sinó que tot tendeix a fer créixer les ciutats.
Finalment, tenim el tercer nivell, que és la costa atlàntica fins als Pirineus i el Mediterrani. Tot al llarg d'aquesta línia que forma una /u/ s'hi troben grans ciutats que viuen dels ports, a excepció de Tolosa. El seu dinamisme es presenta per la matèria primera de manera que si l'oest del país produeix, l'est extrau la matèria primera per la producció. I, això mateix, té dos motius. El primer és la pròpia geografia del país atès que la línia de les costes marítimes està més habilitada per a l'agricultura i la indústria marítima mentre que la manca d'accessibilitat a l'oest degut a les muntanyes i al clima més fred, propi d'estacions d'esquí, no permet pas una extracció de matèria primera. El segon és l'orientació ideològica perquè si s'observa les línies urbanes traçades per l'antic Imperi Romà a França, veiem clarament que aleshores hi havia voluntat de dinamitzar el mediterrani i, actualment a França, del segle xix fins a l'actualitat, la intenció és dinamitzar el nord i centre d'Europa. Ideològicament parlant, això permet dir a l'imperi, fent ús de la doctrina del bonisme civilitzador, força recurrent, que França té un clima adequat per portar-hi a terme polítiques, per crear-hi un sistema polític i, per tant, per fer girar el món. França es col·loca d'aquesta manera al vell mig del continent, políticament parlant, perquè geogràficament parlant, França és a l'oest d'Europa contràriament a Alemanya i Polònia, que sí que es troben al centre geogràfic d'Europa.
Cal fer notar, tot amb tot, que d'ençà la dècada del 2010 que l'Estat francès promou intencionadament una política de la relocalització per tal de potenciar aquesta dinàmica. El discurs recau en fer evident que França produeix qualitat i, per tant, a mètode de soft power, pot divulgar cultura elitista a tot el planeta. En efecte, la deslocalització de les empreses occidentals a la Xina, Bangladesh, Vietnam o Tailàndia ha permès abaratir els preus dels productes que es venen però, després de tota una dècada i més d'experiència, la qualitat del producte final es deixa ressentir. Per això mateix, hi ha tota una política de revaloració d'"els productes de la terra" de forma a retornar totes les empreses franceses a la dorsal. Un cop dins la dorsal, la intenció és produir amb millor qualitat i, així, presentar una forta competència a la resta d'empreses europees. Això permet elevar la bona imatge del país i desaccelerar el creixement econòmic xinès que, malgrat la política del contrapès francesa, no deixa de ser un rival ideològicament oposat a les ambicions imperials de París.